# Croce Lateranense
La Pontificia Croce Lateranense è una onorificenza pontificia.

## Storia
Voluta dal papa Leone XIII ed istituita dal 18 febbraio 1903 era rivolta a coloro che si distinsero con opere verso la basilica di San Giovanni in Laterano, fra i benefici concessi gli insigniti diventavano membri dell'Associazione dei cavalieri pontifici.

## Decorazione
La decorazione è composta da una croce greca che sul dritto riporta alle estremità le immagini di san Giovanni Evangelista a destra, san Giovanni Battista a sinistra, san Pietro in alto e san Paolo in basso, con al centro della croce l'immagine del Redentore.
Sul rovescio sono riportate, in corrispondenza dell'immagine, i nomi dei santi raffigurati: "JOANES", "BATIS", "PETRUS" e "PAULUS" e al centro il monogramma di Cristo, composto da una P e una X racchiuse in un cerchio.
Sul bottone posto sopra la croce vi è incisa la frase: «Sacrosancta lateranensis ecclesia - omnium urbis et orbis ecclesiarum mater et caput».
Ne esistono varie tipologie: con i bracci liberi, con i bracci uniti da un cerchio e una medaglia rotonda con la croce in rilievo. Il nastro è di colore rosso con delle righe azzurre vicino ai bordi ancora rossi.